# توموکی یوناشیرو
توموکی یوناشیرو (ژاپنی: 与那城 智希؛ زادهٔ ۲۵ ژانویهٔ ۲۰۰۱) یک بازیکن فوتبال اهل ژاپن است.
از باشگاه‌هایی که در آن بازی کرده‌است می‌توان به باشگاه فوتبال ریوکیو اشاره کرد.